# Dnevni avaz
Dnevni avaz (укр. Дневні аваз — Щоденний голос) — найбільша щоденна газета в Боснії і Герцеговині, заснована у 1995 році Фахрудином Радончичем.
У 2006 році керівництво газети вирішило побудувати новий штаб. Новою будівлею став 172-метровий хмарочос в Сараєво. Хмарочос був названий Avaz Twist Tower (ATT) і був завершений у 2008. Аваз Твіст також є найвищою будівлею на Балканах. Колишньої штаб-квартирою газети був перетворений готель Radon Plaza Hotel.